# La Boissière (Giura)
La Boissière è un comune francese di 68 abitanti situato nel dipartimento del Giura nella regione della Borgogna-Franca Contea.

## Società

### Evoluzione demografica
Abitanti censiti